# Vuelo 101/X-20 de Aeroflot
El Vuelo Aeroflot 101/X-20 fue un vuelo doméstico regular de pasajeros de Moscú a Alma-Ata vía Omsk, Unión Soviética, que se estrelló en condiciones de baja visibilidad el 4 de enero de 1965, matando a 64 de las 103 personas a bordo. 

## Aeronave
El avión involucrado en el accidente era un Ilyushin Il-18B registrado como CCCP-75685 a nombre de la Dirección de Aviación Civil de Kazajistán de Aeroflot. La aeronave había mantenido ya 6.802 horas de vuelo. 

## Tripulación
A bordo del vuelo había ocho miembros de la tripulación. La tripulación de la cabina estaba compuesta por: 
- Capitán Konstantin Sergeevich Artamonov
- Capitán de control y jefe de la Dirección de Aviación Civil de Kazajstán, Rishat Nurmukhametovich Azakov
- Copiloto Nikolai Aleksandrovich Slamikhin
- Ingeniero de vuelo Anatoliy Galiyevich Shakirov
- Navegante Vladimir Vasiliyevich Pristavka
- Operador de radio Nikolay Nikolayevich Safonov

Stanislav Port y Avgusta Kuzmenykh actuaron como asistentes de vuelo.

## Accidente
El vuelo estaba previsto que saliera del aeropuerto de Domodedovo a las 07:30 del 4 de enero, pero se retrasó debido a reparaciones necesarias en el motor. El vuelo no salió de Domodedovo hasta las 10:20 y llegó al aeropuerto de Omsk a las 15:52 hora de Moscú. El vuelo debía partir posteriormente desde Omsk para realizar un breve vuelo a Alma-Ata. Al mismo tiempo, el jefe de la división de aviación kazaja, R. Azakov, acababa de regresar de investigar el accidente de un Mil Mi-4 e inspeccionó el tren de aterrizaje del Il-18 antes de que le dieran autorización para la siguiente etapa del viaje. El destino del vuelo se retrasó 2 horas y 28 minutos porque la visibilidad en el aeropuerto de Alma-Ata era inferior a 1000 metros (3280,8 pies), lo que significó que el aeropuerto tuvo que cerrar por razones de seguridad. A las 19:30 hora de Moscú, el vuelo partió de Omsk con destino a Alma-Ata y mantuvo una altitud de crucero de 7000 metros (22 965,9 pies) . 
A las 20:15 hora de Moscú se informó que el clima en Alma-Ata tenía una visibilidad de 3000 metros (9842,5 pies), el viento era débil y la presión atmosférica era de 710,5 mmHg. A las 20:32, un Il-18 diferente, registrado CCCP-75689, aterrizó en la pista 23 tras fallar dos veces en su intento de aterrizaje en la recíproca (RWY 05) y tener que ejecutar una maniobra de aproximación frustrada. Mientras rodaba hacia la plataforma, el gerente de operaciones le preguntó al Il-18 si sería seguro que otro Il-18 aterrizara en las mismas condiciones climáticas. El piloto respondió negando categóricamente que cualquier Il-18 pudiera aterrizar con seguridad en las condiciones actuales. El controlador entonces le dijo al vuelo 20 que procediera a su aeropuerto alternativo, el aeropuerto Sary-Arka ; pero cinco minutos después el gerente de operaciones revirtió la instrucción anterior y le dijo al vuelo 20 que comenzara un descenso a 4500 metros (14 763,8 pies) y luego a 3000 metros (9842,5 pies) para aterrizar en Alma-Ata. En violación del procedimiento, el controlador no informó al vuelo sobre la visibilidad o la base de nubes reinantes en el aeropuerto. 
A una altitud de 3.000 metros, el vuelo contactó con el control de tráfico aéreo y recibió permiso para descender a una altitud de 700 metros (2296,6 pies). El aterrizaje debía realizarse en la pista 23. El controlador advirtió de la presencia de niebla en el aeropuerto, pero dijo que había disminuido un poco y no esperaba que la visibilidad bajara del nivel mínimo seguro. La tripulación comenzó a ejecutar la aproximación según lo previsto, pero después de girar hacia la aproximación final, el avión se encontraba a 500 metros (1640,4 pies) a la derecha de la línea central de la pista. Cuando el avión se encontraba a 10 kilómetros (6,2 mi) del umbral de la pista, el controlador ordenó a la tripulación que redujera la altitud a 300 metros (984,3 pies) y advirtió que la visibilidad estaba empezando a empeorar. Cuando el avión se encontraba a 8,5 kilómetros (5,3 mi) desde el final de la pista se estableció en la senda de planeo y continuó su descenso para el aterrizaje. 
La visibilidad en el aeródromo había alcanzado 800 metros (2624,7 pies), muy por debajo del mínimo publicado; el controlador no informó al vuelo ni al gerente de operaciones sobre la situación. Como resultado, la aeronave continuó su aproximación en lugar de desviarse a su alternativa, como las condiciones lo requerían. Las luces de baliza no direccionales parpadearon, pero el avión comenzó a desviarse ligeramente hacia la izquierda. El controlador notificó a la tripulación la desviación y les ordenó corregir el rumbo en 2° y seguir las luces para aproximarse a la pista. La tripulación reconoció la transmisión del controlador y declaró que vieron las luces de baliza. El controlador ordenó entonces al vuelo cambiar el rumbo 3°, con el resultado de que el avión pasó de estar ligeramente a la izquierda de la línea central extendida a ligeramente a la derecha. El controlador aconsejó a la tripulación que ejecutara una aproximación frustrada, pero la tripulación ignoró la instrucción y continuó con el aterrizaje. 
Durante la aproximación, el capitán de control Azakov instruyó al piloto al mando, Artamonov, para que realizara una aproximación por instrumentos, mientras Azakov realizaba otras tareas de aterrizaje. Hubo confusión entre la tripulación a la altitud de decisión (426,5 pies) porque el controlador les dijo que hicieran una maniobra de aproximación frustrada debido a la visibilidad limitada, pero tanto el navegante como el inspector le dijeron al capitán que podían ver las luces de pista, lo que lo llevó a continuar la aproximación. Poco después la tripulación perdió de vista las luces, pero el capitán no se dio cuenta de ello; entonces, desvió su atención de sus instrumentos para buscar las luces, lo que hizo que el avión se desviara de su curso. Cuando el controlador ordenó al vuelo realizar la maniobra de frustrada, el inspector estaba buscando las luces mientras el piloto al mando esperaba que le diera instrucciones para proceder con la maniobra de frustrada. Segundos antes de estrellarse el capitán vio lo que estaba por suceder y trató de evitar la colisión contra el suelo, y sólo entonces Azakov le ordenó hacer una maniobra de aproximación frustrada.
A las 21:01 hora de Moscú el vuelo se estrelló a 210 metros (689 pies) a la derecha de la pista a una velocidad de 300 kilómetros por hora (186,4 mph). El tren de aterrizaje se arrancó y las alas derechas se separaron del resto del avión. El ala izquierda y el fuselaje se rompieron en varios pedazos y se produjo un incendio que quemó parcialmente los restos. En el accidente murieron el operador de radio, ambos auxiliares de vuelo y 61 pasajeros (incluidos seis niños). Diecisiete de los supervivientes resultaron heridos. 

## Investigación
Las causas del accidente fueron descritas de la siguiente manera: 
1. El controlador de tránsito aéreo despacha el vuelo para aterrizar en condiciones meteorológicas inferiores a las mínimas de seguridad y no informa inmediatamente a la tripulación sobre dichas condiciones;
2. Error de la tripulación al ejecutar la aproximación frustrada tardíamente y volar en condiciones meteorológicas inseguras.

Una causa secundaria del accidente fue la falta de informes meteorológicos por parte de METAR a las 20:00, 20:15 y 20:30, cuando el mal tiempo se intensificó, lo que habría ayudado al vuelo a determinar si debía continuar con la aproximación.
También se señaló que el jefe de la Dirección de Aviación Civil de Kazajstán no debía ayudar a la tripulación en el vuelo, ya que había trabajado quince horas ese día y no tenía un certificado médico para volar. 